# Храстник-при-Троянах
Храстник-при-Троянах (словен. Hrastnik pri Trojanah) — поселення в общині Загорє-об-Саві, Засавський регіон, Словенія. Висота над рівнем моря: 545,5 м.